# Eremophila lachnocalyx
Eremophila lachnocalyx är en flenörtsväxtart som beskrevs av Charles Austin Gardner. Eremophila lachnocalyx ingår i släktet Eremophila och familjen flenörtsväxter. Inga underarter finns listade i Catalogue of Life.